# Niobe Planitia (quadrangle)

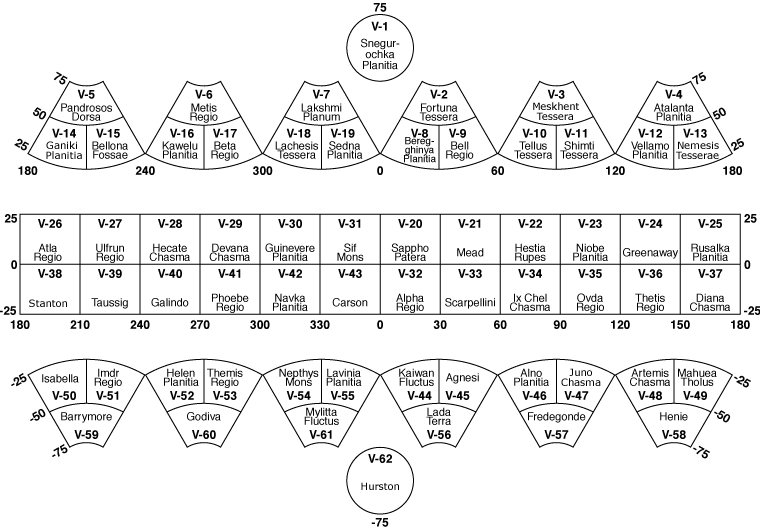
Quadrangles op Venus op schaal 1 : 5.000.000

Niobe Planitia (V-23; breedtegraad 0°–25° N, lengtegraad 90°–120° E) is een quadrangle op de planeet Venus. Het is een van de 62 quadrangles op schaal 1 : 5.000.000. Het quadrangle werd genoemd naar het gelijknamige laagland dat op zijn beurt is genoemd naar Niobe, vrouw van koning Amphion, uit de Griekse mythologie.

## Geologische structuren in Niobe Planitia
Coronae
- Allatu Corona
- Atse Estsan Corona
- Bhumiya Corona
- Dhisana Corona
- Maya Corona
- Omeciuatl Corona

Dorsa
- Unelanuhi Dorsa

Inslagkraters
- Abra
- Adzoba
- Barrera
- Caldwell
- Chapelle
- de Beauvoir
- Doris
- Estelle
- Ferrier
- Gregory
- Hannah
- Horner
- Icheko
- Kiris
- Li Qingzhao
- Merit Ptah
- Millay
- Susanna
- Tsiala
- Zulfiya

Planitiae
- Niobe Planitia
- Sogolon Planitia

Regiones
- Ovda Regio

Terrae
- Aphrodite Terra

Tesserae
- Gegute Tessera
- Haasttse-baad Tessera

Tholi
- Ezili Tholus